# 京山小円 (初代)
京山 小円（きょうやま こえん、1877年（明治10年）3月15日 - 1928年（昭和3年）10月30日）は、浪曲師。広島県尾道生まれ。本名・吉田松吉。京山小圓とも表記する。
幼いころから義太夫語りになるため修行を積む。浪曲師で京山派の始祖・2代目京山恭安斎の弟子となる。余技に義太夫を得意とし、息の長い重厚な小円節を創り上げた。1908年上京、京橋新富座で独演会を開くと“関西にこの人あり”と評判を呼んだ。桃中軒雲右衛門の武士道鼓吹に対して、人道鼓吹とも称し、巧みな会話と俗に三段流しといわれる息の長さと低音の関西節に聴衆は酔いしれたという。明治末期から大正期にかけて雲右衛門、二代目吉田奈良丸と共に、三巨頭とも称され第1期の浪曲黄金時代を創り上げた元老の一人である。また京山派を育て弟子の円が二代目小円を襲名、二代目の弟子・小太夫が三代目小円を襲名した。

## 代表的な演目
- 赤穂義士伝
- 佐倉義民伝
- 赤垣源蔵
- 楠公記
- 安中草三郎